# Chassors
Chassors är en kommun i departementet Charente i regionen Nouvelle-Aquitaine i västra Frankrike. Kommunen ligger  i kantonen Jarnac som ligger i arrondissementet Cognac. År 2022 hade Chassors 1 103 invånare.

## Befolkningsutveckling
Antalet invånare i kommunen Chassors
Referens:INSEE